# Advanced Dungeons and Dragons: Cloudy Mountain
Advanced Dungeons and Dragons, traduit Le Dragon du donjon de niveau expert dans les éditions destinées au Canada francophone, renommé Advanced Dungeons and Dragons: Cloudy Mountain en 1983 pour le distinguer de sa suite, Advanced Dungeons and Dragons: Treasure of Tarmin, est un jeu vidéo de rôle développé par APh Technological Consulting et édité par Mattel Electronics, sorti en 1982 sur la console Intellivision. C'est le premier jeu vidéo sur Intellivision à utiliser plus de 4 kilooctets de ROM et le troisième jeu de Mattel à exploiter une licence officielle accordée par TSR du jeu de rôle Donjons et Dragons, le premier étant Le Labyrinthe électronique. Il a plus tard été réédité, hors licence AD&D, sous les noms Adventure (titre également utilisé pendant son développement) ou Crown of Kings par Intellivision Productions. Un remake moderne, intitulé Cloudy Mountain, non édité, a été développé pour la console Amico.

## Système de jeu
L'objectif de Advanced Dungeons and Dragons: Cloudy Mountain est de rassembler les deux parties de la Couronne des rois,.
Le jeu n'entretient en réalité qu'un très lointain rapport avec le jeu de rôle dont il s'inspire et tourne en fait autour de l'exploration d'une série de labyrinthes générés aléatoirement à la recherche d'armes et de trésors. Le joueur déplace un point sur une carte qui, d'après le manuel, représente un aventurier, lui faisant traverser la nature sauvage. Divers obstacles (rivières, forêt, murs et montagnes) peuvent lui obstruer la route. Lorsque le personnage pénètre dans une montagne, le joueur guide alors une version plus détaillée de son personnage au sein de couloirs et de salles qui apparaissent progressivement au fur et à mesure de sa progression. Les monstres surgissent donc au dernier moment, mais des indices peuvent alerter sur leur présence (traces, bruits, etc.). Parmi les mauvaises rencontres, on trouve des araignées, des rats, des serpents géants ou des démons, jusqu'aux dragons qui constituent les ennemis les plus dangereux (deux dragons ailés gardent la Couronne des rois dans la dernière montagne). Heureusement, l'aventurier peut également découvrir des carquois de flèches qui lui permettront de venir à bout de ses adversaires, ainsi que des objets spécifiques qui dépendent de la couleur de la montagne dans laquelle il est et qui l'aideront dans sa progression sur la carte (hache pour traverser les forêts, bateaux pour franchir les rivières, clefs pour ouvrir les portails). Quatre niveaux de difficulté sont proposés. Ils conditionnent le nombre de flèches que le héros peut trouver et la vitesse des ennemis.

## Développement
Le jeu est développé par Tom Loughry chez APh Technological Consulting. Son titre temporaire est alors Adventure. En raison de la complexité du jeu, Advanced Dungeons and Dragons est la première cartouche de l'Intellivision à franchir la limite des 4 kilooctets de ROM, en utilisant 6 kilooctets. Un générateur congruentiel linéaire permet la création d'une carte stratégique et d'un système de labyrinthes différents à chaque partie.
Le titre officiel accordé par la licence de TSR est « ADVANCED DUNGEONS & DRAGONS® Cartridge », typographié en majuscules, avec le symbole de marque déposée, et, pour marquer la différence avec le jeu de rôle sur table, le mot « Cartridge » (« cartouche ») accolés. Cela pose un problème technique, la routine d'affichage du titre intégrée à l'EXEC de la console étant limité à un certain nombre de caractères sur deux lignes. De plus, son jeu de caractères par défaut ne dispose ni de l'esperluette, ni du R encerclé. Le contournement de ces contraintes provoque quant à lui un bogue sur les versions Super Video Arcade de la console, qui affichent « DUNGEADVANCEDAGONS* cartridge » en guise de titre.
Les illustrations du packaging sont de Jerrol Richardson.

## Accueil
En 1983, la cartouche remporte une médaille d'or lors des premiers Video ARTcade Awards sponsorisés par la Corcoran Gallery and School of Art, cité comme « visuellement et graphiquement supérieur » par les membres du jury William Christenberry, Sam Holves et Robin Rose.

## Héritage
Du code et des éléments graphiques du jeu sont réutilisés par APh pour créer Maze Shot, un mini-jeu interactif pour la télévision, qui sera ensuite intégré à Sharp Shot,.
Adventure, dans son état de prototype, est présent, émulé, dans la version PC/Mac de la compilation Intellivision Lives! (en), ainsi que dans la version Nintendo DS sous le titre Crown of Kings.
Crown of Kings fait partie des jeux inclus dans la console Intellivision Flashback sortie en 2014.
Une adaptation, nommée Cloudy Mountain, est annoncée dès 2018 dans le line-up de lancement de la console Amico. Bien que la perspective de la sortie de la console se soit éloignée entre-temps, le studio Other Ocean (en) a annoncé avoir mené à terme le développement du jeu.
En mai 2022, la cartouche Intellivision Collection 2 porte douze titres de l'Intellivision, dont Cloudy Mountain, sur les consoles Evercade.